# 杉田梅林

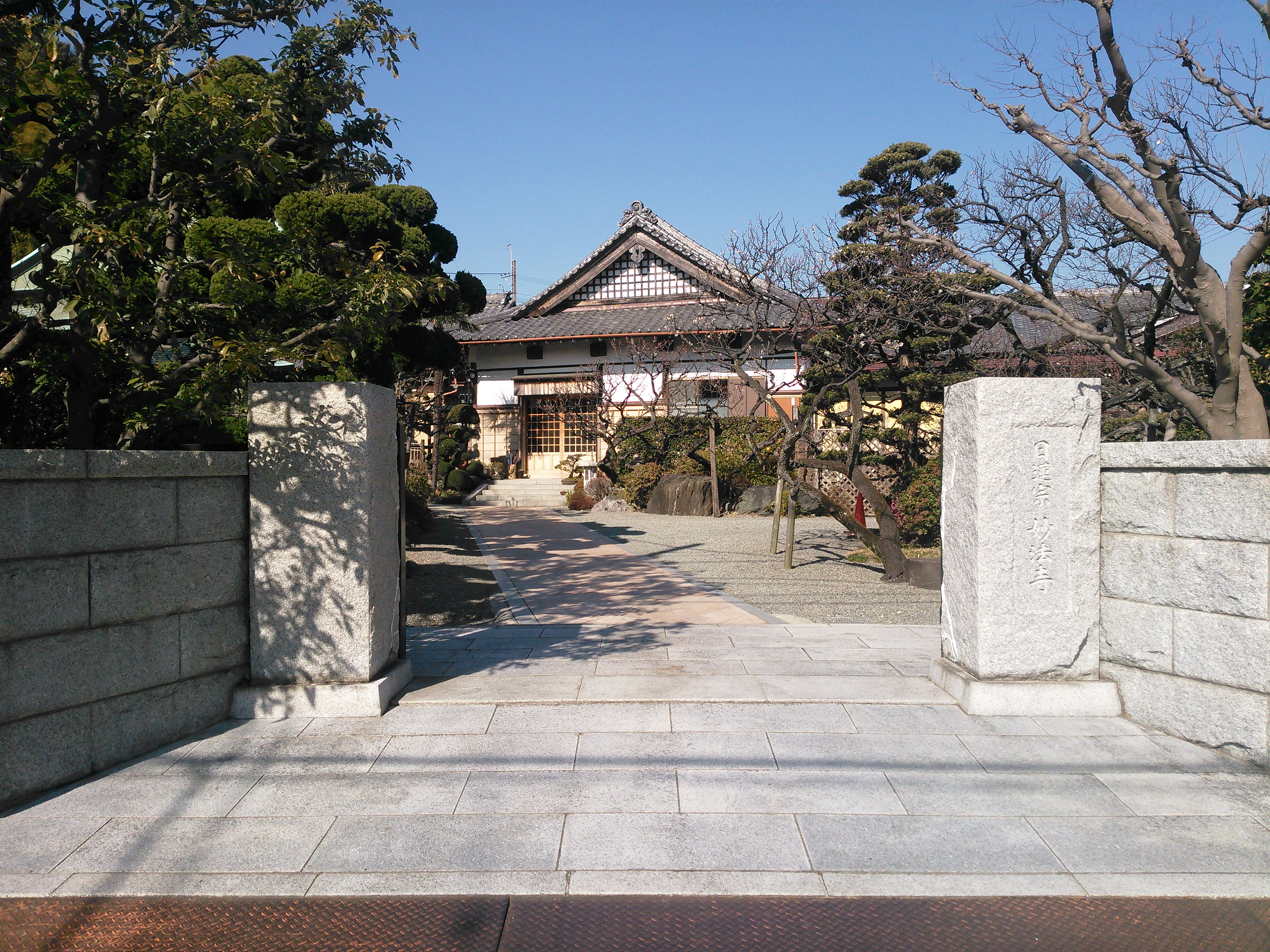
妙法寺

杉田梅林（すぎたばいりん）は、神奈川県横浜市磯子区杉田近辺にあった梅の名所である。安土桃山時代に、領主によって住民に梅の木の植樹を奨励したのが始まりで、江戸時代から明治にかけては観光地としてにぎわった。塩害や老樹化、宅地化により現在ではわずかに名残をとどめる程度であるが、再び杉田梅を増やそうとする動きもある。

## 歴史
杉田の地は海と山に挟まれており、低地はわずかしかなく、地質の関係から野菜や穀物の栽培も不向きであった。天正年間（1573年～1593年）、杉田付近の領主であった間宮信繁は、領民に梅の栽培を奨励した。戦陣用に重要な梅の実を集めるためであった。元禄（1688年～1704年）年間には約36,000本の梅の木が栽培され、寛政（1789年～1801年）・享和（1801年から1804年）の頃には森・森中原・根岸・滝頭・富岡の各村にも広がった。文化（1804年～1818年）・文政（1818年～1831年）の頃には年間の梅の実の収穫は400石にのぼり、梅干を運ぶ朱印船が杉田の浜から出帆した。梅の品種は浪花、薄紅梅、種割、青梅、豊後、五良左衛門などであった。1807年（文化4年）、佐藤一斎の『杉田村観梅記』と清水浜臣の『杉田日記』で記されると、杉田の梅が広く人々に知られるようになった。歌川広重『不二三十六景』のうち「本牧のはな」に描かれたほか、誇張された表現と考えられるが、2月の開花時期になると東京湾に入ってくる船が観音崎沖まで来ると梅の香りを感じたと伝えられている。
杉田梅林の観梅の中心は妙法寺で、照水梅、養老梅、双竜梅などの名木や古木があった。江戸からの観光客は、東海道の程ヶ谷宿から分かれる金沢道を通り、森または栗木を回って杉田梅林を訪れた。金沢八景の景勝地と合わせて観光を楽しんだ人も多かったようである。八幡橋や東橋からの乗合船も良く利用された。当時は屏風浦は断崖で、海沿いの道は整備されていなかったのである。妙法寺近くや妙観寺山（杉田八幡宮裏手の山）などには数件の茶屋が開かれ、ゆで卵やアサリ、酒などが販売されていた。文化年間に荒井源左衛門が考案した、梅の花びらの塩漬けをご飯に炊き込んだ「梅花飯」は名物になった。土産物としては梅干しや梅びしお、甘露梅などが売られていた。
1884年（明治17年）3月19日、観梅で妙法寺を訪れた英照皇太后と昭憲皇太后は、珠簾梅を「照水梅」と改名した。1886年（明治19年）3月21日に再び訪れた際には別の古木を「珠簾梅」と名づけ、その名が復活した。
明治の中頃になると、塩害や樹の老衰により梅林は衰えを見せ始め、地元の人々の手により再興が試みられた。1895年（明治28年）、妙法寺の住職が中心とした杉田保勝会が樹木の保護や復旧を行った。1911年（明治44年）3月からは芦名金之助らにより梅の木の保存・移植や観梅客のための道路整備が行われた。1913年（大正2年）には、妙法寺から妙観寺山にかけて杉田公園として整備された。1925年（大正14年）に聖天橋まで開通した横浜市電は1927年（昭和2年）には杉田まで延伸し、交通の便は良好となった。1935年（昭和10年）に横浜市の定期観光バスが運行を始めると、杉田梅林はコースに組み込まれた。1953年、屏風ヶ浦広報委員会は妙法寺境内の300本の梅の木を中心に再興を試みたが、時代の要請は宅地造成優先に代わっていった。

## 現在

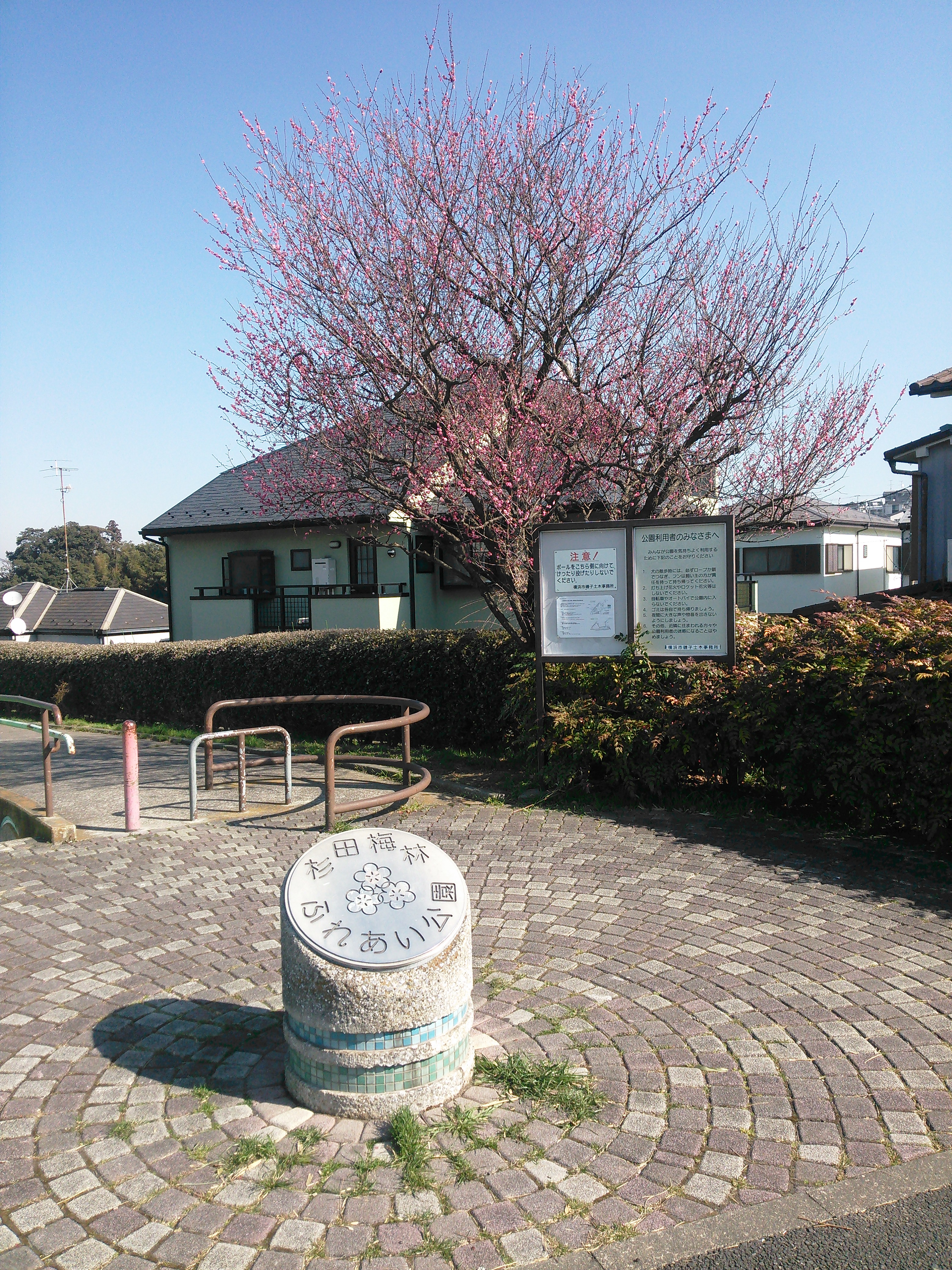
杉田梅林ふれあい公園

妙法寺の山門前には、現在も当時の梅の木が植わっており、境内には「照水梅」の2代目の木が残る。1880年（明治13年）に、神奈川県小田原市の穂坂銀太郎により五良左衛門の苗木が持ち込まれたことから、曽我梅林では杉田梅と呼び現在でも栽培されている。妙法寺裏手の山では曽我梅林から運んだ杉田梅の枝を接ぎ木し、100本が植えられた。ある程度育ったら、境内に植え替える計画である。杉田梅を使って住民が作った梅干しや梅酢は、らびすた新杉田などの店舗で販売されている。
収穫された杉田梅でつくられた梅干しは2019年に「磯子の逸品」に選ばれ、翌2020年には横浜市がふるさと納税返礼品に採用した。
1960年（昭和35年）に横浜市立杉田小学校より分離・新設された横浜市立梅林小学校は、杉田梅林の名を残したいとの地域の願いから「梅林」を校名に冠した。敷地の外周には50本の梅の木が植えられている。梅林小学校の隣接地には「杉田梅林ふれあい公園」が整備され、8本の梅の木が植えられている。
このほかにも、新杉田駅と杉田の丘陵地の住宅街を結ぶ横浜市営バスには「杉田梅林」の停留所がある。京急本線杉田駅の駅ビル「プララ杉田」の名称も、プラム=梅の意味が込められている。

## 関連文献
- 斎藤長秋 編「巻之二 天璇之部 杉田村梅園」『江戸名所図会』 一、有朋堂書店、1927年、594-595頁。NDLJP:1174130/303。

座標: 北緯35度22分35秒 東経139度37分14.5秒 / 北緯35.37639度 東経139.620694度